# Седлиска
Седлиска (слч. Sedliská) насељено је мјесто са административним статусом сеоске општине (слч. obec) у округу Вранов на Топлој, у Прешовском крају, Словачка Република.

## Становништво
| Година:    | 1994. | 2004.   | 2014.   | 2024.    |
| ---------- | ----- | ------- | ------- | -------- |
| Број људи: | 1213  | 1286    | 1380    | 1537     |
| Разлика:   |       | +6,01 % | +7,30 % | +11,37 % |

| Година:    | 2023. | 2024.   |
| ---------- | ----- | ------- |
| Број људи: | 1530  | 1537    |
| Разлика:   |       | +0,45 % |

Према подацима о броју становника из 2024. године насеље је имало 1537 становника.